# 小行星8318
小行星8318（8318 Averroës）是一颗绕太阳运转的小行星，为主小行星带小行星。该小行星于1973年9月29日发现。

## 轨道参数
小行星8318的轨道半长轴为3.1880006 UA，离心率为0.153。